# Antonio Zama
Antonio Zama (Napoli, 19 gennaio 1917 – Sorrento, 7 luglio 1988) è stato un arcivescovo cattolico italiano.

## Biografia
Dopo gli studi nel Seminario Arcivescovile di Napoli venne ordinato sacerdote dal cardinale Alessio Ascalesi.
Dal 1954 al 1964 fu vice assistente centrale della Fuci e dal 1964 al 1967 ne fu l'assistente centrale.
Il 24 ottobre 1967 fu nominato vescovo ausiliare di Napoli e gli venne affidata la sede titolare di Blanda. Fu consacrato vescovo dal cardinale Corrado Ursi l'8 dicembre 1967.
Il 27 agosto 1977 fu nominato arcivescovo di Sorrento e vescovo di Castellammare di Stabia.
Il 30 settembre 1986 le due diocesi vennero accorpate in un'unica arcidiocesi.
Morì a Sorrento il 7 luglio 1988.
Il 7 luglio 2015, nell'anniversario della sua morte, con una solenne cerimonia presieduta da Francesco Alfano, arcivescovo di Sorrento-Castellammare di Stabia, e concelebrata da Armando Dini, arcivescovo emerito di Campobasso-Boiano, e da Lucio Lemmo, vescovo ausiliare di Napoli, fu tumulato nella cattedrale dei Santi Filippo e Giacomo di Sorrento.

## Genealogia episcopale
La genealogia episcopale è:
- Cardinale Scipione Rebiba
- Cardinale Giulio Antonio Santori
- Cardinale Girolamo Bernerio, O.P.
- Arcivescovo Galeazzo Sanvitale
- Cardinale Ludovico Ludovisi
- Cardinale Luigi Caetani
- Cardinale Ulderico Carpegna
- Cardinale Paluzzo Paluzzi Altieri degli Albertoni
- Papa Benedetto XIII
- Papa Benedetto XIV
- Papa Clemente XIII
- Cardinale Marcantonio Colonna
- Cardinale Giacinto Sigismondo Gerdil, B.
- Cardinale Giulio Maria della Somaglia
- Cardinale Carlo Odescalchi, S.I.
- Cardinale Costantino Patrizi Naro
- Cardinale Lucido Maria Parocchi
- Papa Pio X
- Papa Benedetto XV
- Papa Pio XII
- Cardinale Carlo Confalonieri
- Cardinale Corrado Ursi
- Arcivescovo Antonio Zama